# Gonatoxia
Gonatoxia är ett släkte av insekter. Gonatoxia ingår i familjen vårtbitare.
Kladogram enligt Catalogue of Life:
| Gonatoxia | \| \| Gonatoxia immaculata \| \| \| \| \| \| Gonatoxia maculata \| \| \| \| |
|           | \| \| Gonatoxia immaculata \| \| \| \| \| \| Gonatoxia maculata \| \| \| \| |
|           | Gonatoxia immaculata                                                        |
|           |                                                                             |
|           | Gonatoxia maculata                                                          |
|           |                                                                             |